# Dolní Radechová
Obec Dolní Radechová (německy Nieder Radechau) se nachází v okrese Náchod, kraj Královéhradecký, 3 km severozápadně od středu Náchoda, na který stavebně navazuje. Leží na severu Podorlické pahorkatiny, v údolí potoka Radechovka v nadmořské výšce 359 m. Katastr obce má rozlohu 429 ha. Obcí prochází silnice I/14. Žije zde 756 obyvatel (511 v r. 1869, 840 v r. 1950).

## Historie

### Pravěk
Roku 1895 daroval zdejší řídící učitel Josef Laska do náchodského muzea masivní sekeru ze svoru, datovanou do období pozdního eneolitu a starší doby bronzové (kultura se šňůrovou keramikou), svědčící o pohybu mezi doloženými sídly v širším okolí.

### Středověk
První písemná zmínka o obci pochází z roku 1402. Roku 1441 od Dolní Radechové a Plhova (později část Náchoda) obléhal landfrýd českých krajů se Slezany město a hrad Náchod v neoprávněném držení kontroverzního husitského hejtmana a českého pána Jana Koldy ze Žampachu.

### 17. století
Místní panská krčma je uvedena v privilegiu majitele panství Albrechta Václava Smiřického (1612) jako jedno z míst, kde právováreční náchodští měšťané mohou prodávat svoje piva. Za třicetileté války zažilo Náchodsko válečnou epizodu a obléhání v polovině roku 1639, kdy Slezsko a velkou část Čech ovládlo švédské vojsko. K Náchodu přitáhly dva jízdní pluky, jimž velel Zdeněk z Hodic. Náchod se ubránil, ale jeho okolí bylo vydrancováno. v Dolní Radechové vyhořelo sedm statků.

### Moderní doba
K roku 1890 se uvádí 620 obyvatel české národnosti a jednotřídní obecná škola. Rozvoj průmyslu v Náchodě a okolí od poslední čtvrtiny 19. století vedl k prudkému růstu obyvatelstva v městě i v přilehlých obcích. Počet obyvatel Dolní Radechové se mezi lety 1880 a 1910 zvýšil z 518 na 983. Další rozvoj obce nastal od konce 20. století.

### Zajímavost
Z obce pocházela Josefa Brouková, rozená Pařízková (27. dubna 1889 – 22. prosince 1939), manželka Jaroslava Brouka, majitele prvorepublikových obchodních domů.

## Galerie

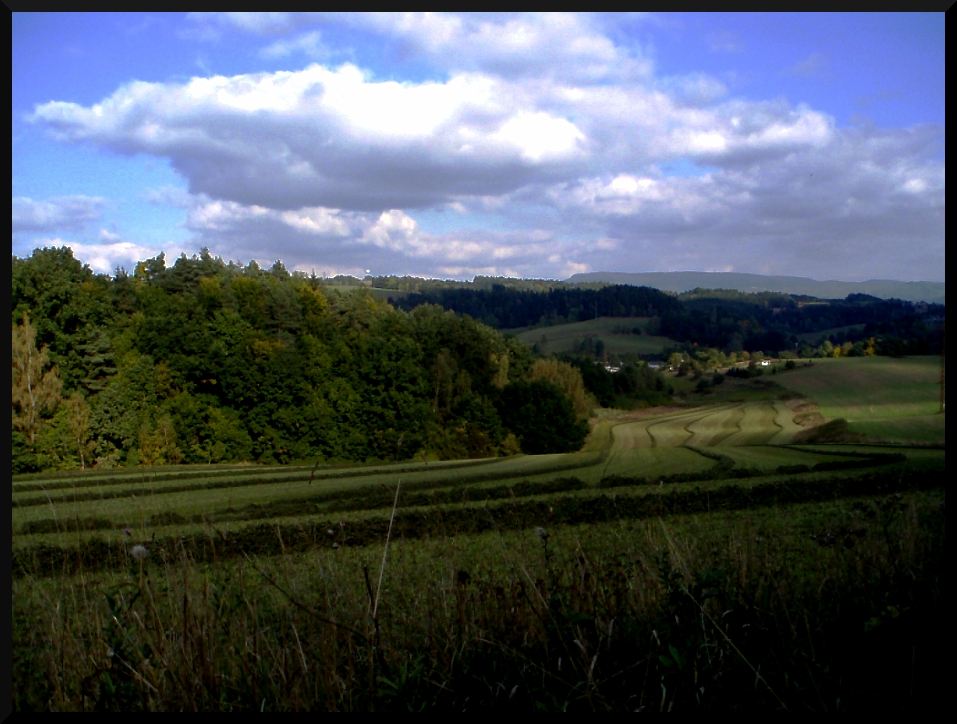
Okolí Dolní Radechové
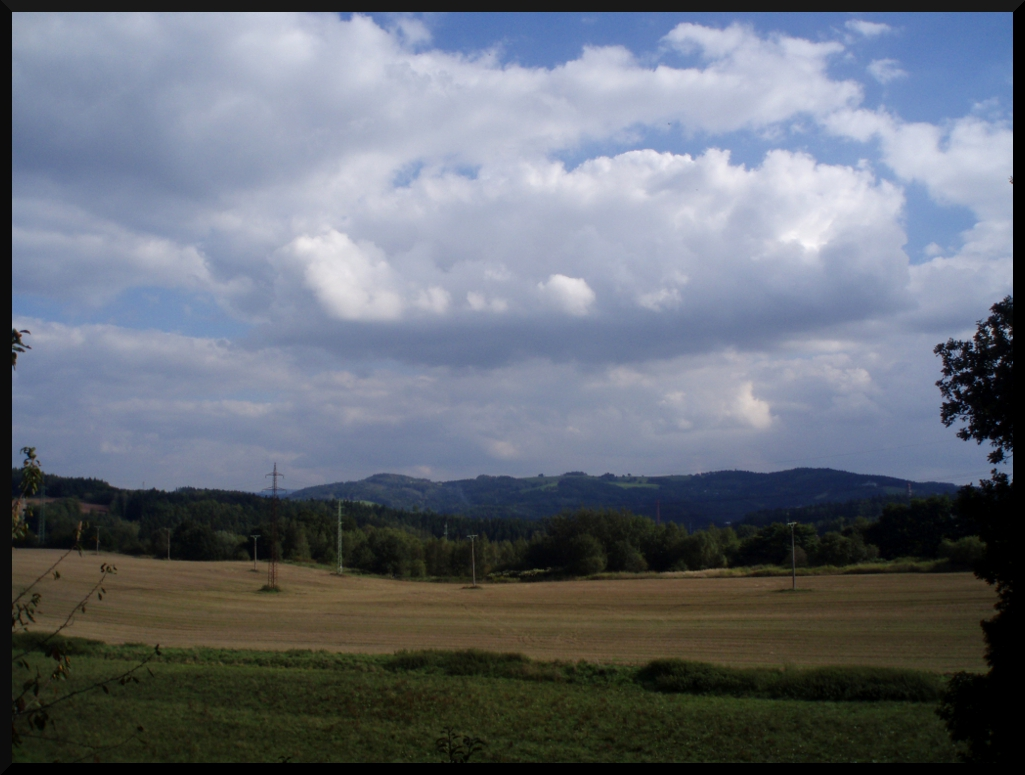
Okolí Dolní Radechové 2
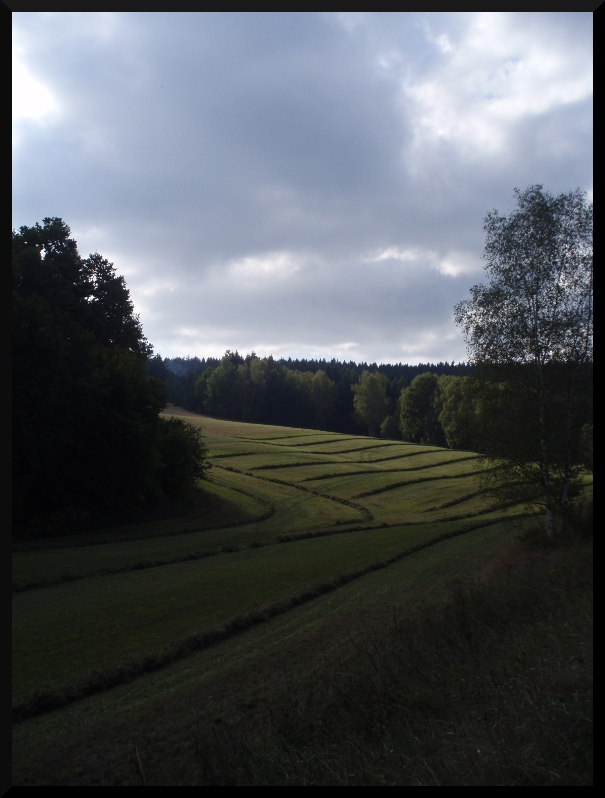
Okolí Dolní Radechové 3
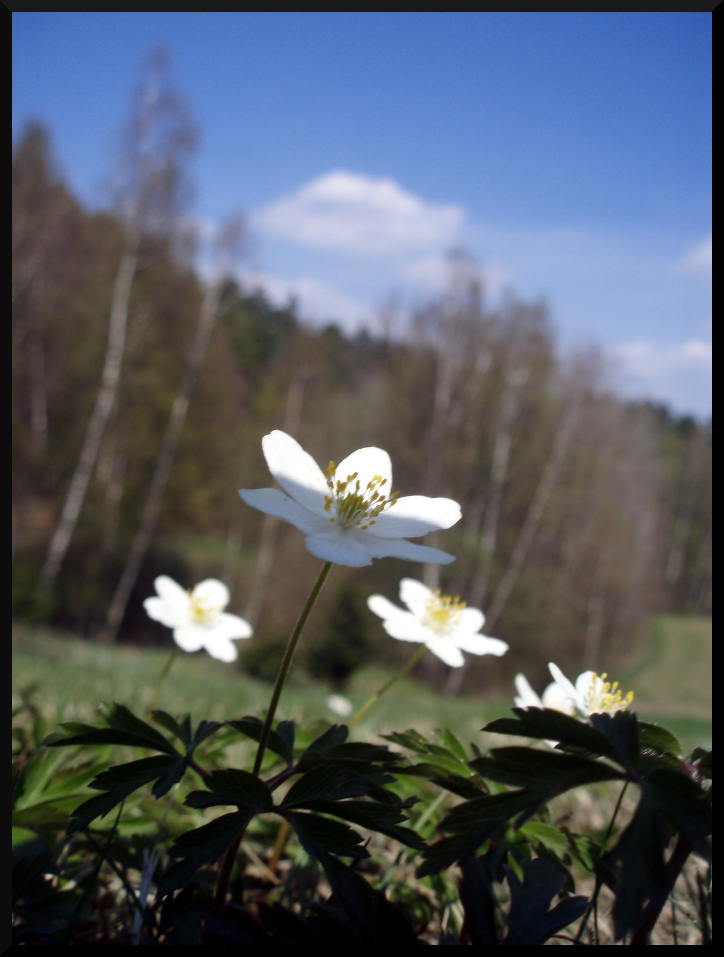
Flóra v okolí Dolní Radechové